# Tecoripa
Tecoripa (del idioma yaqui: "Nido de víboras") es un pueblo mexicano perteneciente al  municipio de La Colorada ubicado en el centro del estado de Sonora, en la región del desierto de Sonora. Fue fundado en 1619 por los misioneros jesuitas Martín Burgencio y Francisco Oliñano con el nombre de San Francisco Javier de Tecoripa. Según datos del Censo de Población y Vivienda realizado en 2020 por el Instituto Nacional de Estadística y Geografía (INEGI), el pueblo tiene un total de 738 habitantes.

## Personas destacadas
- Joaquín Barreda (f. 1866), militar de las fuerzas republicanas muerto en combate.
- Francisco S. Elías (n.1882) gobernador del estado de Sonora.